# Pontevedra (ort)
Pontevedra är en ort i Argentina.   Den ligger i provinsen Buenos Aires, i den centrala delen av landet, 30 km sydväst om huvudstaden Buenos Aires. Pontevedra ligger 23 meter över havet och antalet invånare är 33 515.
Terrängen runt Pontevedra är mycket platt. Runt Pontevedra är det mycket tätbefolkat, med 4 039 invånare per kvadratkilometer.. Närmaste större samhälle är González Catán, 4,2 km sydost om Pontevedra.
Trakten runt Pontevedra består till största delen av jordbruksmark.